# Bojni brodovi klase Iowa
Bojni brodovi klase Iowa su bojni brodovi SAD-a. Sastoji od šest brzih bojnih brodova koji su naručeni 1939. i 1940. godine. Brodovi su bili namijenjeni pacifičkoj floti. Služili su u borbama u Drugom svjetskom ratu. Četiri bojna broda su dovršena ranih 1940-ih, dok su ostala dva nedovršena, a kasnije i otkazana. Bojni brodovi klase Iowa su bili posljednji izgrađeni američki bojni brodovi.
Izgrađeni pod visokim troškovima, brodovi klase Iowa su bili najjači brodovi u floti SAD-a pa time i kapitalni brodovi. Kasnije su ih zamijenili nosači zrakoplova koji su postali najveći i najjači brodovi u floti i time preuzeli titulu kapitalnog broda.
Brodovi klase Iowa su bili u svim važnim američkim ratovima druge polovice dvadesetog stoljeća. U Drugom svjetskom ratu su štitili nosače zrakoplova i uništavali japanske utvrđene položaje, dok su pred kraj rata povučeni. Ponovno su u akciji za vrijeme Korejskog rata gdje su pružali artiljerijsku potporu UN-ovim snagama u borbi protiv Sjeverne Koreje. Godine 1968. New Jersey je pozvan u službu u Vijetnamski rat. Sva četiri broda su nadograđena raketama i modernizirana tijekom 1980-ih. Missouri i Wisconsin sudjelovali su u Zaljevskom ratu gdje su svojim topovima i raketama gađali vojne ciljeve po Iraku. Sva četiri broda su povučena iz službe ranih 1990-ih zbog završetka hladnog rata. Na prijedlog američkog kongresa, dva broda su ušla u rezervne snage SAD-a 1995. godine. Ta dva broda su maknuta s popisa ratne mornarice 2006. godine.

## Povijest
Ideja za izgradnju bojnih brodova klase "Iowa" došla je od činjenice da su američkoj ratnoj mornarici potrebni brodovi koji bi se borili zajedno s nosačima zrakoplova i štitili ih od neprijateljskih brodova, jer sami nosači su lake mete. Prethodnici brodova klase Iowa bili su bojni brodovi klase Sjeverna Karolina i Južna Dakota. Za brodove svoje klase bili su brzi, ali ne dovoljno brzi da bi mogli pratiti nosače zrakoplova. Plan je bio napraviti 45.000 tona težak bojni brod koji bi mogao proći kroz Panamski kanal (koji je širok 34 m). Mornarica je predložila model broda koji je trebao biti širok najviše 33 metra. Dužina je trebala biti 262 m, a maksimalna brzina 64,6 km/h. Razloga da brod može proći kroz Panamski kanal bilo je više, ali jedan od najvažnijih je bio kraći put do Tihog oceana. Naime, većina vojnih, a i brodogradilišta općenito se nalaze na istočnoj obali američkog kontinenta. Kako su brodovi bili namijenjeni pacifičkoj floti bilo je taktički mudrije napravit brod koji može proći kroz taj kanal jer brod nije trebao oploviti cijelu Južnu Ameriku da bi došao do druge obale Sj. Amerike.

## Borbena povijest
Kada su brodovi ušli u vojnu službu pred kraj Drugog svjetskog rata, bili su namijenjeni Pacifičkoj floti. Zadaća im je bila zaštititi američke nosače zrakoplova od japanskih brodova i aviona, a uz to su još i davali vatrenu potporu pješadiji za vrijeme iskrcavanja na otocima. Tijekom rata niti jedan bojni brod klase Iowa se nije izravno sukobio s japanskim kapitalnim brodom. Poslije rata, Iowa, New Jersey i Winsconsin su opozvani iz aktivne službe i ušli su u rezervnu flotu SAD-a. Zadnja dva planirana broda Illinois i Kentucky nikada nisu bili dovršeni.
Iowe su vraćene u službu 1950. godine nakon izbijanja Korejskog rata. Osiguravale su artiljerijsku potporu s mora za UN-ove snage tijekom cijelog rata. Nakon rata, 1955. ponovno su povučeni u rezervnu flotu. Godine 1968. nakon velikog pritiska američkog kongresa, New Jersey je vraćen u službu kako bi pomogao američkim snagama u Vijetnamskom ratu. Nakon veoma kratke službe je ponovno vraćen u prijašnji status.
Tijekom 1980-ih, svi bojni brodovi klase Iowa vraćeni su u službu kao dio plana Ronalda Regana ponovne izgradnje američke vojske koja bi imala 600 mornaričkih brodova. Kako su teške krstarice klase Des Monies bile već zastarile i iskorištene, relativno malo korištene Iowe su modernizirane i ušle su u aktivnu službu. Ta modernizacija je poduzeta zato da bi se Iowe mogle nosti s novom klasom sovjetskih raketnih krstanica klase Kirov. Svaki je brod bio moderniziran kako bi mogao nositi novu elektroniku, rakete i samoobrambeni sustav. Tako modernizirane Iowe služile su u Libanonskom civilnom ratu 1983. godine i u Zaljevskom ratu 1990. godine. Nakon toga, bojni brodovi klase Iowa su povučeni iz službe i podijeljeni u dvije grupe. Neki su povučeni u rezervnu flotu, a neki postavljeni kao muzeji.
Godine 1996., Iowa i Missouri su izbačeni iz mornaričkog registra. Missouri je doniran u znak sjećanja na napad na Pearl Harbor na Havajima kao muzej. Iowa je trebala biti darovana kao muzej zajedno s Missourijem, ali je umjesto nje 1999. darovan New Jersey. Zadnja dva bojna broda klase Iowa su povučeni iz službe 2006. godine i vjerojatno će također postati brodovi muzeji kao i prva dva broda te klase.

## Brodovi
Bojni brodovi klase Iowa izgrađeni su kao pratnja nosačima zrakoplova klase Essex. Trebali su štititi sebe i nosač zrakoplova uz koji plove. Naručeno je ukupno šest brodova klase Iowa, no samo četiri su dovršena, dok su ostala dva otkazana tijekom gradnje.

### USS Iowa (BB-61)
USS Iowa (BB-61) je naručena 1. srpnja 1939. godine, kobilica je položena 27. lipnja 1940., dovršen je 27. kolovoza 1942. godine. U službu je ušao 22. veljače 1943. godine. Prije ulaženja u bilo kakve borbe, Iowa je testirana, a zatim je poslana u Tihi ocean gdje je služila u pacifičkoj floti. Brod je debitirao na Maršalovim otocima i sudjelovao je u gotovo svim bitkama na Tihom oceanu. Tijekom Korejskog rata, Iowa je bombardirala neprijateljske mete u Sjevernoj Koreji. Poslije rata, Iowa je vraćena u SAD gdje su održavane vojne vježbe i demonstracije prije njezinog povlačenja iz aktivne službe. Ponovno vraćena u aktivnu službu tijekom 1980-ih, Iowa je napravila nekoliko operacija u europskim morima. Dana 19. travnja 1989. godine na USS Iowi je iz neutvrđenih razloga došlo od eksplozije u drugoj kupoli koja je ubila 47 mornara. Kupola je ostala izvan uporabe sve do zadnjeg povlačenja broda iz aktivne službe 1990. godine. Godine 1999. Iowa je stavljena u rezervnu flotu kao zamjena za sestrinski brod New Jersey. Iowa je precrtana iz mornaričkog registra 2006. godine. No ako ikada bude potrebna mornarici, mora biti spremna za povratak u službu. Iowa se trenutno nalazi u San Franciscu, Kalifornija.

### USS New Jersey (BB-62)
USS New Jersey (BB-62) je naručen 1. srpnja 1939., kobilica je položena 16. rujna 1940., a dovršen je 7. prosinca 1942. godine. U službu je ušao 23. svibnja 1943. godine. U Drugom svjetskom ratu je čuvao nosače zrakoplova, a i bombardirao je vojne ciljeve u Iwo Jimi i Okinawi. Tijekom Korejskog rata, brod je gađao ciljeve u Sjevernoj Koreji. Na kraće vrijeme je povučen iz aktivne službe, a ponovno je vraćen 1968. godine kada je sudjelovao u Vijetnamskom ratu. Jedini je bojni brod iz klase Iowa koji je sudjelovao u tom ratu. Nakon rata je ponovno vraćen u rezervnu flotu, izvan aktivne službe. Ponovno je vraćen za vrijeme plana o 600 brodova u američkoj mornarici kada je moderniziran i poslan u Libanon. Zadaća mu je bila zaštititi američke vojnike i interese, a gađao je Druze i Siriju iz položaja istočno od Bejruta. Zadnji puta je povučen iz službe 8. veljače 1991. i trenutno je muzejski brod.

### USS Missouri (BB-63)
USS Missouri (BB-63) je naručen 12. lipnja 1940., kobilica je položena 6. siječnja 1941., a dovršen je 29. siječnja 1944. godine. U službu je ušao 11. lipnja 1944. i sudjelovao je u Drugom svjetskom ratu u Tihooceanskoj floti. Zadaća mu je bila zaštita nosača zrakoplova i ofenzivne operacije, a djelomično je i bombardirao neke japanske položaje na otocima. Na njemu je u rujnu 1945. godine potpisana bezuvjetna kapitulacija Japana čime je završio Drugi svjetski rat. Kasnije je još služio u Korejskom ratu, a 1956. je povučen iz aktivne službe. Ponovno je reaktiviran 1984. godine kao dio američkog plana 600 mornaričkih brodova. U tom razdoblju je i moderniziran. Tijekom Zaljevskog rata USS Missouri je gađao ciljeve po Iraku s Tomahawk raketama. Povučen je iz službe 1992. godine i doniran je Memorijalnom centru na Pearl Harbor na Havajima kao brod-muzej 1999. godine. Za borbe u Drugom svjetskom ratu nagrađen je s tri, za Korejski rat s pet, a za Zaljevski rat tri borbene zvjezdice.

### USS Wisconsin (BB-64)
USS Wisconsin (BB-64) je naručen 12. lipnja 1940., kobilica je položena 25. siječnja 1942., a dovršen je 7. prosinca 1943. godine. U službu je ušao 16. travnja 1944. godine. Nakon testiranja i trening vježbi preseljen je u pacifičku plotu, gdje je štitio američke nosače zrakoplova u operacijama na Filipinima pa sve do Iwo Jime. Uz zaštitu, pružao je i topničku potporu američkim jedinicama na otocima uništavajući važne vojne utvrđene ciljeve. Nakon Iwo Jime, sudjelovao je i na iskrcavanju u Okinawi gdje je bombardirao otok i olakšavao iskrcavanje. Pred kraj rata je bio poslan na glavne japanske otoke. Nakon rata je povučen iz aktivne službe u rezervnu flotu. Ponovno je reaktiviran za 1950. vrijeme Korejskog rata. Ponovno je povučen 1958. i smješten rezervnu flotu u Philadelphia Naval Yard sve do 1986. kada je ponovno aktiviran kao dio plana 600 mornaričkih brodova. Godine 1991. je sudjelovao u Zaljevskom ratu ispaljujući Tomahawk rakete na ciljeve u Iraku. Zadnji puta je povučen iz službe 30. rujna 1991. godine, a 17. ožujka 2006. je izbrisan iz mornaričkog registra. Ponuđen je kao brod-muzej, no USS Wisconsin mora svaki čas biti spreman za ponovni povratak u flotu.

## Vanjske poveznice

### Zajednički poslužitelj
|  | Zajednički poslužitelj ima stranicu o temi Bojni brodovi klase Iowa    |
|  | Zajednički poslužitelj ima još gradiva o temi Bojni brodovi klase Iowa |